# کتابخانه آیت‌الله مرعشی نجفی

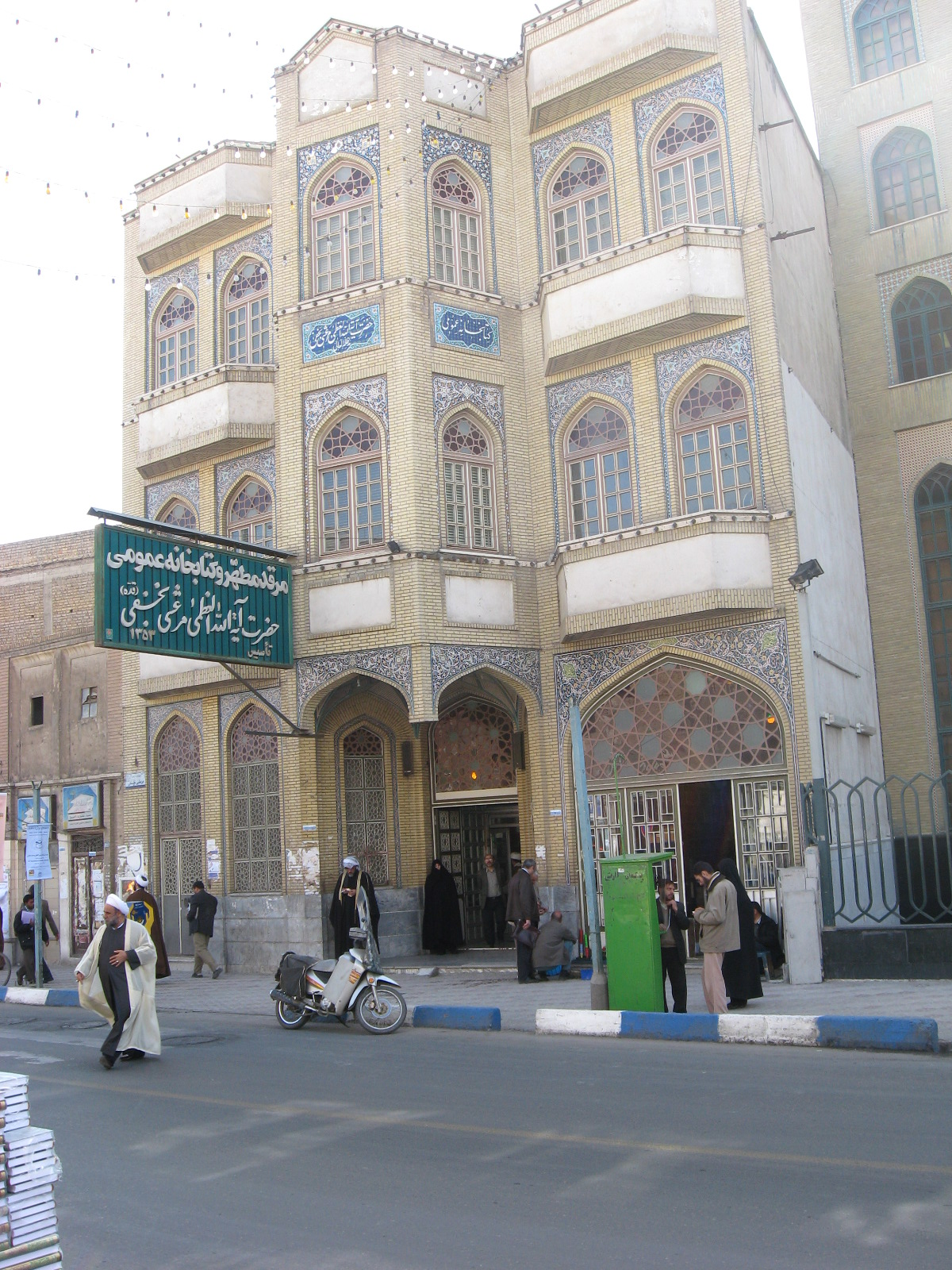
کتابخانه آیت‌الله مرعشی نجفی در قم

کتابخانه آیت‌الله مرعشی نجفی یکی از کتابخانه‌های بزرگ ایران است. حدود یک میلیون جلد کتاب چاپی فارسی، عربی، ترکی و اردو، بیش از ۲۰۰۰۰ جلد کتاب چاپی به زبانهای لاتین، بیش از ۸۵۰۰۰ عنوان نسخه خطی و ۱۲۰۰۰ میکروفیلم است. 

## بنیانگذار
این کتابخانه باهزینه شخصی مرعشی نجفی یکی از مراجع تقلید شیعه در سال ۱۳۴۴ بنیان گذاشته شد و توسعه داده شد. در وصیت نامه نصب شده بر ضریح آرامگاه او چنین می‌خوانیم:
 مرا در کتابخانه عمومی زیر پای محققان علوم آل محمد دفن کنید.
وی پیرامون انگیزه خود از جمع‌آوری کتب و راه‌اندازی کتاب‌خانه می‌گوید: «روزی در حال عبور از قیصریه نجف، عده‌ای از اهل علم را دیدم که در محلی تجمع کرده‌اند… دیدم کسی با چوب ایستاده و کتاب‌هایی را به حراج گذاشته‌است… یک مقدار که ایستادم دیدم بیشتر این ذخایر اسلامی و شیعی را شخصی به نام کاظم با پول زیادی می‌خرد… سؤال کردم این شخص کیست؟ گفتند: او نمایندهٔ کنسول انگلیس در بغداد است. به فکر افتادم… یا قصد از بین بردن آنها را دارند یا می‌خواهند منابع دست اول شیعی را که در اختیار برخی از علما بوده جمع‌آوری کنند تا ما به آنها دسترسی نداشته باشیم نظیر کتاب مدینة العلم شیخ صدوق که ایشان در حدیث نوشته و بسیار مفصل بوده. اگر این کتاب الان در دسترس ما بود شاید نیازی به دیگر کتب اربعه شیعه نبود ناسخ کتب اربعه شیعه می‌شد؛ ولی قریب ۴۰۰–۵۰۰ سال است که دیگر رد پایی از آن در دست نیست.»
مرعشی نجفی در دوران زندگی‌اش بیش از یکصد و چهل و هشت کتاب، رساله و مقاله به رشته تحریر درآورده که شمار بسیاری از آن‌ها هنوز به چاپ نرسیده‌اند.

## تاریخچه و مدیریت
به گفته سید محمود مرعشی فرزند وی که مدیریت کتابخانه را عهده‌دار است، که «از لحاظ کیفیت نسخه‌های نفیس و کهن خطی اسلامی به عنوان بزرگترین کتابخانه در کشور ایران و سومین کتابخانه جهان و مرکز بزرگ فرهنگی بین‌المللی در دنیا شناخته شده‌است».
این کتابخانه در صد متری حرم فاطمه معصومه در قم قرار دارد که مقبره مؤسس آن نیز در جوار آن است و در سال ۱۳۴۴ تأسیس و در سال‌های ۱۳۵۸ و ۱۳۶۷ توسعه یافت. افرادی همچون عباس اقبال آشتیانی، بدیع‌الزمان فروزانفر، و آقا بزرگ طهرانی از این کتابخانه استفاده کرده‌اند. هزینه این کتابخانه تا سال ۱۳۷۶ توسط مرعشی نجفی و فرزندانش و سایر خیرین تأمین می‌گردید، اما از آن سال به بعد این کتابخانه در زمره موسسات عمومی غیردولتی قرار گرفت و در بودجه سالانه دارای ردیف بودجه شد. این کتابخانه مشمول قانون واسپاری است و بر اساس مصوبه ۲۰۵ شورای عالی انقلاب فرهنگی، وزارت فرهنگ و ارشاد اسلامی باید یک نسخه از کتاب‌ها و نشریاتی را که در ایران منتشر می‌شود از ناشران اخذ و برای این کتابخانه ارسال کند. بر اساس وصیت بانی کتابخانه مدیریت آن برعهده خانواده وی خواهد بود. روح‌الله خمینی دربارهٔ این کتابخانه گفته‌است: «کتابخانه حضرت آیت‌الله آقای نجفی مرعشی دامت برکاته از کتابخانه‌های کم‌نظیر و شاید بتوان گفت بی‌نظیر ایران است» در درس بیست و هشتم از کتاب زبان فارسی سال دوم دبیرستان، گزارش بازدید از این کتابخانه چاپ شده است. به گفته مدیریت کتابخانه توجه و نگهداری از کتب عبری یهودیان در این کتابخانه موجب تعجب برخی از ربی‌های یهودی بازدیدکننده از آنجا شده‌است: «چندی قبل خاخام‌های یهود (۳ نفر از آمریکا و ۲ نفر از انگلیس) که مهمان دولت ایران بودند سه ساعت وقت داشتند تا از بعضی مراکز قم بازدید کنند. اول آمدند اینجا را دیدند. در بعضی از ویترین‌های نسخه‌های خطی، چشمشان به نسخه‌هایی با خط عبری افتاد، خیلی تعجب کردند. مترجمشان گفت: اینها می‌گویند قم مرکز انقلاب است، فکر می‌کردیم کتاب‌های ما را اول انقلاب سوزانده‌اند و خاکستر آن را هم به باد داده‌اند، اما می‌بینیم که آثار ما را در ویترین در کنار کتاب‌های مسلمان‌ها گذاشته‌اند و همان احترامی که برای کتاب‌های خودشان قایلند برای کتاب‌های ما هم قایلند. به آنها گفتیم: ما حضرت موسی(ع) را از پیامبران اولوالعزم می‌دانیم، ما با صهیونیسم مشکل داریم. چون بازدید از کتابخانه برای آنها جذابیت زیادی داشت، گفتند ما جاهای دیگر نمی‌رویم و این ۳ ساعت را همین‌جا می‌مانیم.»

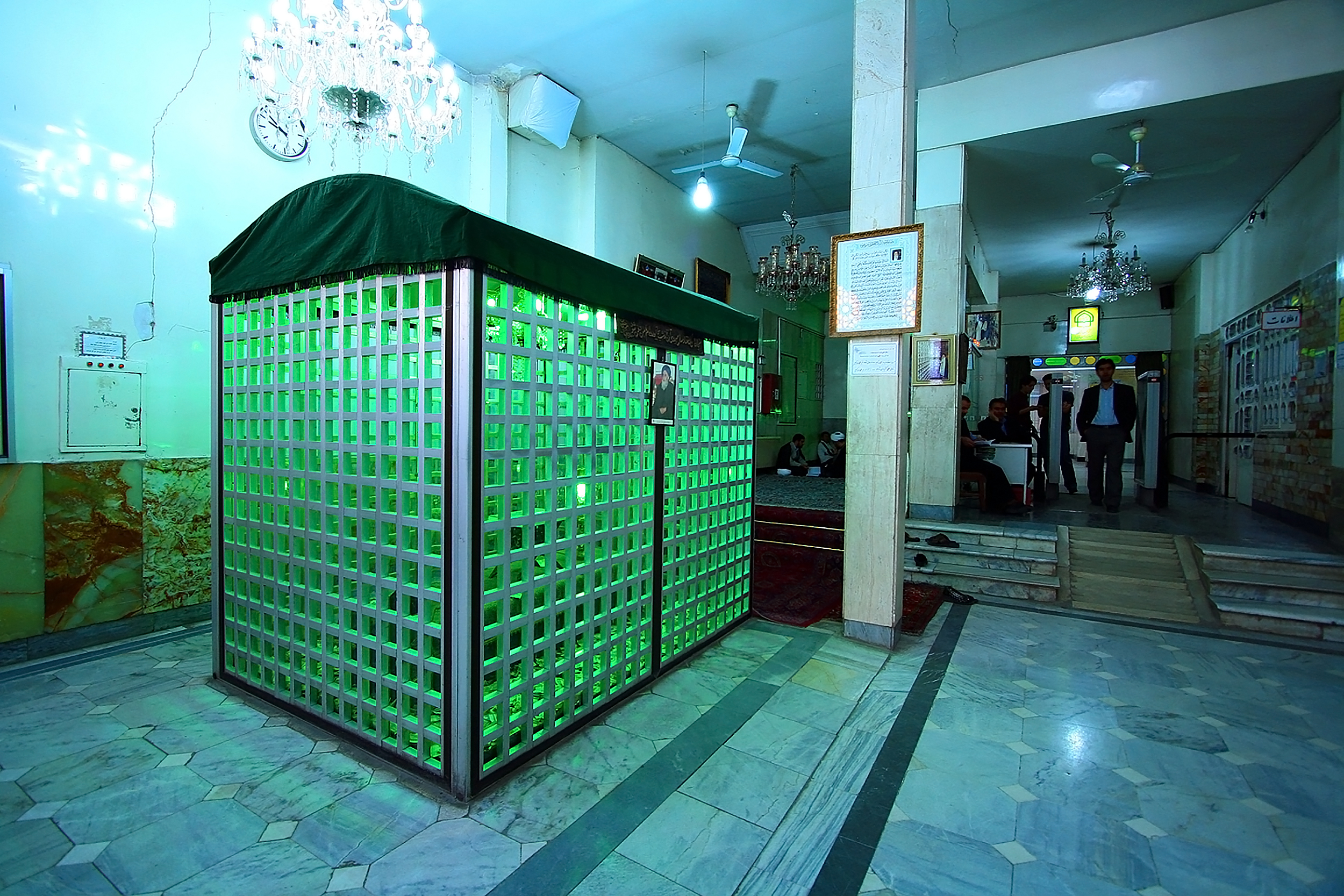
مقبره سید شهاب الدین مرعشی نجفی در ورودی کتابخانه وی در شهر قم

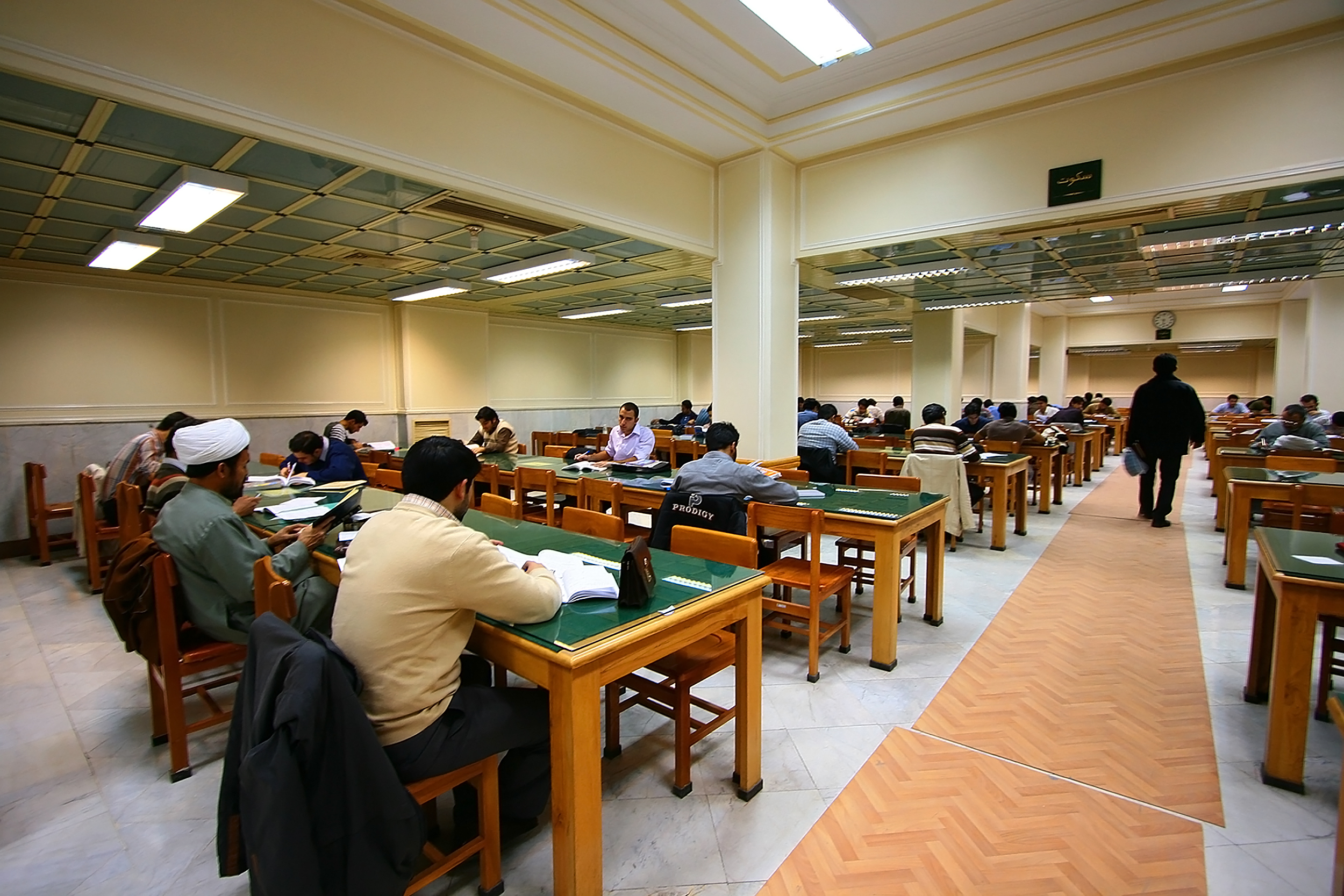
سالن مطالعه کتابخانه آیت الله مرعشی نجفی در شهر قم

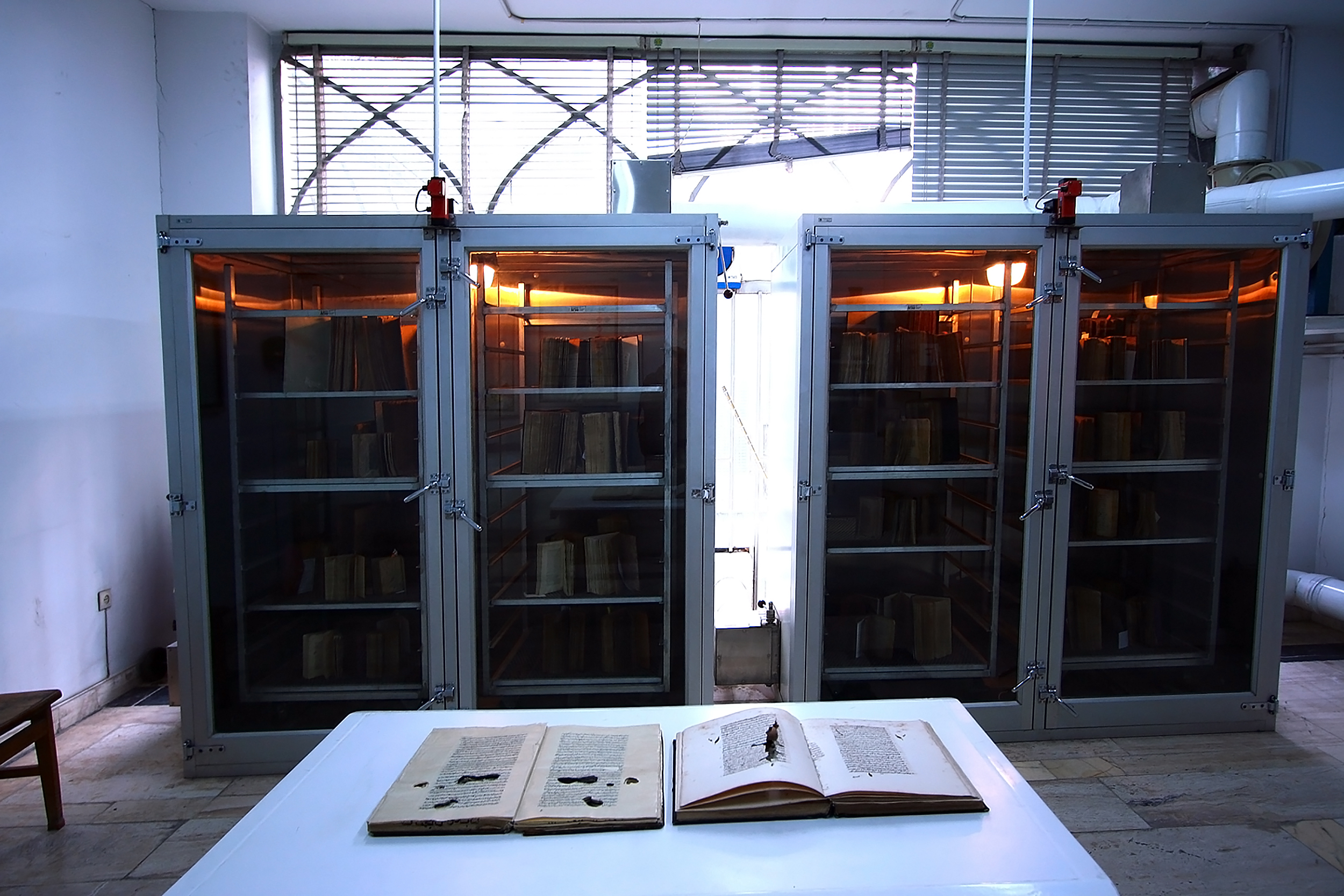
بخش ترمیم نسخ خطی کتابخانه آیت الله مرعشی نجفی

## گنجینه‌ها
هم اکنون در این کتابخانه ۲۵۰.۰۰۰ جلد کتاب چاپی و ۲۵.۰۰۰ جلد کتاب خطی نگهداری می شود.
1. گنجینه نسخه‌های خطی، کتاب‌های چاپ سنگی، و کمیاب. در حال حاضر (۱۳۸۲)، موجودی این بخش ۶۰٬۰۰۰ عنوان، از جمله ۳۱٬۰۰۰ مجلد نسخه خطی در موضوعات فقه و اصول، کلام و عقاید، منطق و فلسفه، عرفان و تصوف، حدیث، و جز آن است که ۶۵ درصد آن به عربی و بقیه به فارسی، ترکی، اردو، و سایر زبان‌ها. در میان این ذخایر، نسخه‌های منحصر به فرد بسیاری به خط مؤلفان مشهور اسلامی موجود است؛ کهن‌ترین نسخه بدون تاریخ این گنجینه بخشی از قرآن کریم به خط کوفی از اواخر سده دوم و سوم هجری است. قدیمی‌ترین نسخه تاریخ‌دار دو جزء از قرآن کریم به خط کوفی علی بن هلال مشهور به ابن‌بوّاب، ابوالحسن علی‌بن هلال است. همچنین دو جلد تفسیرالتبیان، نهج‌البلاغه شریف رضی، اعراب القرآن، فرّاء، دعاهایی از انجیل به خط لاتین، و نسخه‌هایی از اوستا به خط پهلوی.
2. بیش از ۴٬۰۰۰ مجلد عکس و نسخه‌های خطی نفیس موجود در کتابخانه‌های خارجی و داخلی در گنجینه نسخه‌های خطی عکسی (تصویری) نگهداری می‌شوند. ۱۲۲۰۰ نسخه خطی نفیس ریزفیلم شده و مجموعه عظیمی از ریزبرگه فهرست کتاب‌های چاپ شده در جهان به زبان‌های مختلف. در این کتابخانه نمونه‌هایی از نسخه‌های چاپی بسیار کهن و نفیس به زبان‌های عربی، فارسی، ترکی، لاتین، و ارمنی از سده‌های ۱۰ و ۱۱ قمری موجود است که در گنجینه نسخه‌های چاپی بسیار کهن نگهداری می‌شوند.همچنین بیش از ۳۰٬۰۰۰ نسخه چاپ سنگی و نادر به زبان‌های فارسی، عربی، ترکی، اردو، ازبکی، تاتاری و جز آن وجود دارد که در گنجینه نسخه‌های چاپ سنگی نادر و کمیاب نگهداری می‌شوند.
3. گنجینه‌های کتاب‌های چاپی. در این گنجینه‌ها بیش از ۱۵۰۰۰۰۰ جلد کتاب‌های چاپی فارسی، عربی، ترکی، اردو، و غیرلاتین وجود دارد. این مجموعه سه طبقه از ساختمان جدید را اشغال کرده‌است. همچنین در این کتابخانه آرشیوی از کتاب‌های گروه‌های کمونیستی و ضددین و کتاب‌های ضداسلام وجود دارد.
4. گنجینه نشریات ادواری: در این بخش بیش از ۲۵۰۰ عنوان مجله و روزنامه به زبان‌های فارسی، عربی، ترکی، اردو و جز آن وجود دارد. در این میان تعدادی از مجله‌ها و روزنامه‌های چاپ سنگی از عصر قاجار و مجله‌های قدیمی به زبان عربی نیز به چشم می‌خورد.
5. گنجینه اسناد مکتوب. در این گنجینه بیش از ۱۰۰٬۰۰۰ سند دستنویس از پنج سده قبل تاکنون وجود دارد. این‌ها شامل احکام شاهان، امیران، حاکمان، عقدنامه‌ها، و… هستند.
6. گنجینه اشیای غیرمکتوب: در این گنجینه اشیایی مانند سکه‌ها، تمبرهای قدیمی، آلبوم عکس‌های قدیمی، اسطرلاب، نوارهای صوتی و تصویری، دیسک‌های رایانه‌ای، و عکس‌های رنگی و سیاه و سفید قدیمی جمع‌آوری شده‌اند.
7. گنجینه منابع جغرافیایی: نقشه‌های جغرافیایی قدیم و جدید و اطلس‌های کشورهای جهان و مراجع جغرافیایی به زبان‌های مختلف در این گنجینه نگهداری می‌شوند.
8. گنجینه آثار بنیان‌گذار کتابخانه: در این گنجینه آثار تألیفی مرعشی نجفی به نمایش درآمده‌است.

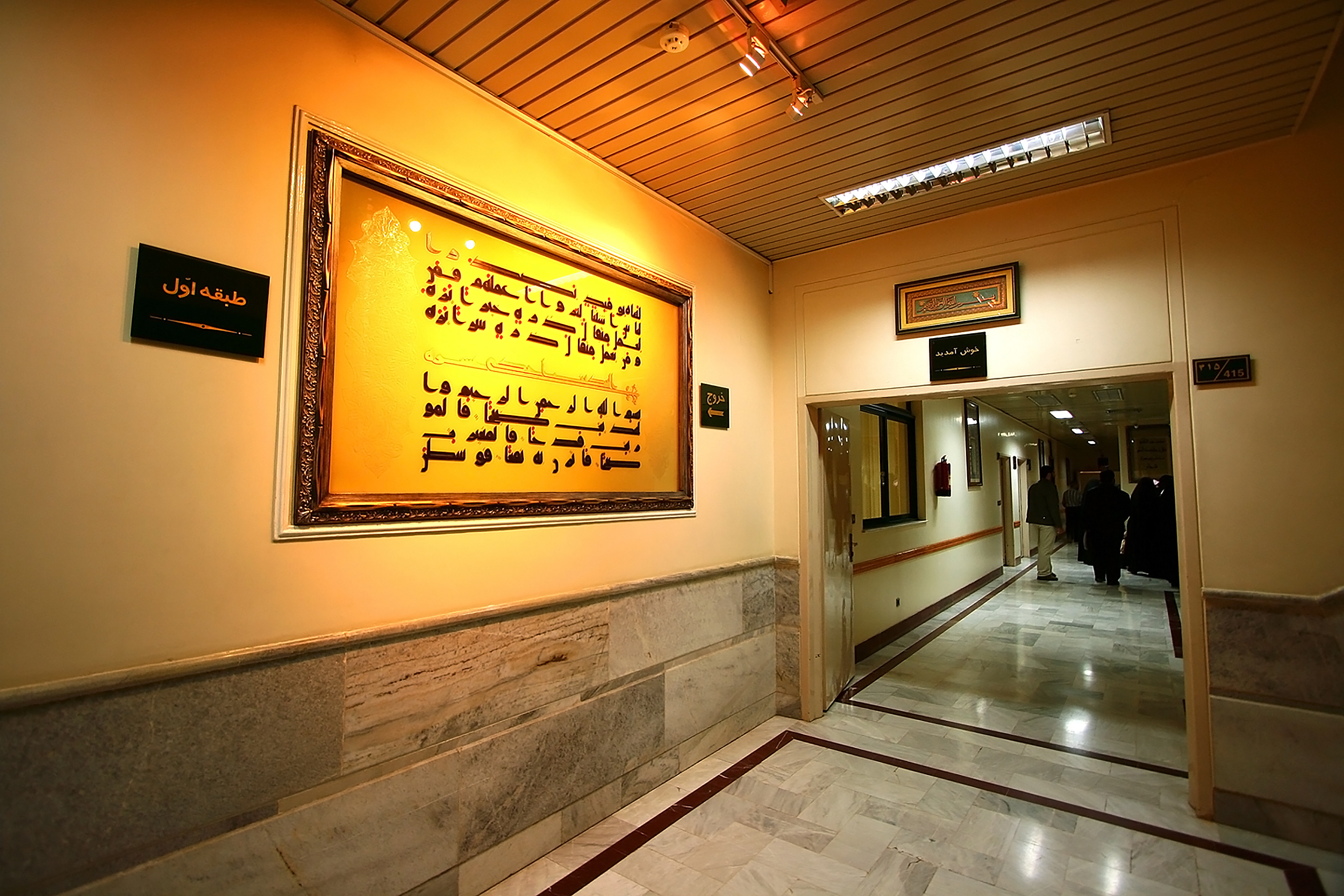
طراحی فضاهای داخلی کتابخانه آیت الله مرعشی

## بخش‌ها
1. مرکز خدمات همگانی: تالار بزرگ ابن سینا، تالار ویژه کتاب‌های حوزوی، تالار خواجه نصیرالدین طوسی، تالار شیخ مفید، و فروشگاه کتاب است.
2. مرکز منابع و خدمات ویژه (کانون پژوهش): پژوهش و تصحیح نسخه‌های خطی اسلامی، فهرست‌نگاری نسخه‌های خطی، تبارشناسی، و غیره را ارائه می‌کند.
3. مرکز حفاظت منابع کتابخانه: این مرکز از واحدهای‌متعدد تشکیل می‌شود که در آن‌ها آسیب‌شناسی و آفت‌زدایی، مرمت و بازسازی کتاب‌های خطی و اسناد دست‌نویس، میکروگرافی، و صحافی و جلدسازی کتاب‌های چاپی صورت می‌گیرد.
4. مرکز خدمات فنی: این مرکز از واحدهای انتخاب و سفارش، ثبت و اعلام، بررسی و وجین کتاب‌ها، آماده‌سازی، فهرست‌نویسی، برگه‌آرایی، دبیزشگاه، پژوهشگاه، و مرکز رایانه تشکیل شده‌است.
5. مرکز رایانه: در ۱۳۷۵ برای ایجاد و توسعه نظام اطلاع‌رسانی متمرکز، پشتیبانی فنی، فهرست‌نویسی استاندارد، مجموعه‌سازی، و مدیریت شبکه رایانه تأسیس شده‌است. همچنین بخشی جهت فهرست‌نگاری نسخه‌های خطی وجود دارد که در این بخش گروهی از کتابشناسان و نسخه‌شناسان نسخه‌های خطی به سرپرستی سیدمحمود مرعشی به نگارش فهرست نسخه‌های خطی موجود در گنجینه کتابخانه اشتغال دارند و تاکنون سی جلد از این فهرست منتشر شده‌است و پیش‌بینی می‌شود مجلدات آن به ۶۰ عدد برسد.
6. مرکز قم‌شناسی: این مرکز مجموعه کتاب‌ها و مقالاتی را جمع‌آوری می‌کند که به زبان‌های مختلف دربارهٔ قم نوشته شده‌است. همچنین منابعی دربارهٔ نسب‌شناسی به زبان‌های مختلف در مرکزی به‌نام مرکز تبارشناسی نگهداری می‌شود.
7. مرکز دائرةالمعارف کتابخانه‌های جهان: این مرکز در سال ۱۳۷۰ به‌منظور تدوین دائرةالمعارف تخصصی دربارهٔ کتابخانه‌هایی تأسیس شده‌است که دارای مجموعه‌های خطی اسلامی هستند.

## نگارخانه

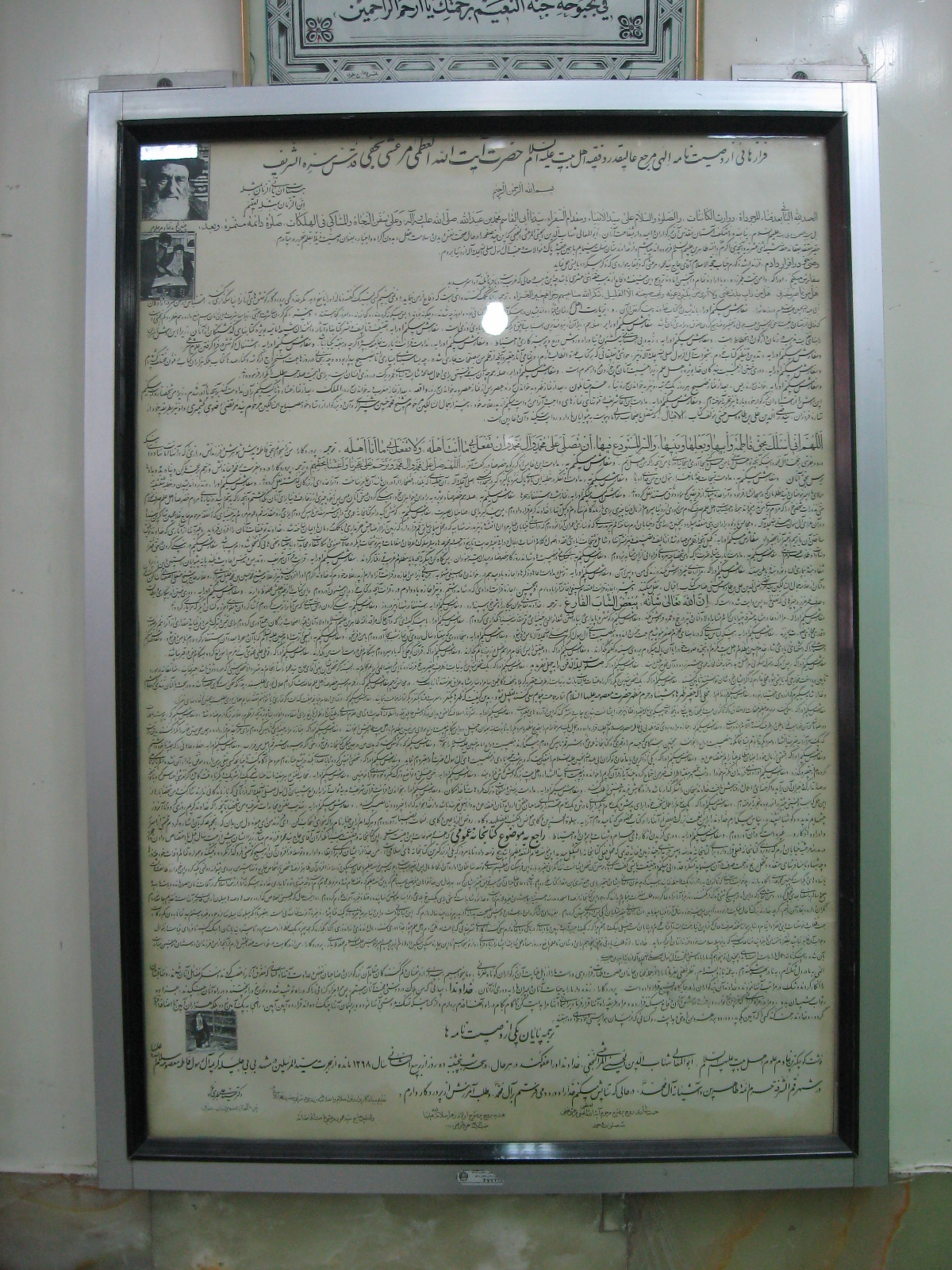
فرازهایی از وصیت‌نامه آیت‌الله مرعشی در ورودی کتابخانه
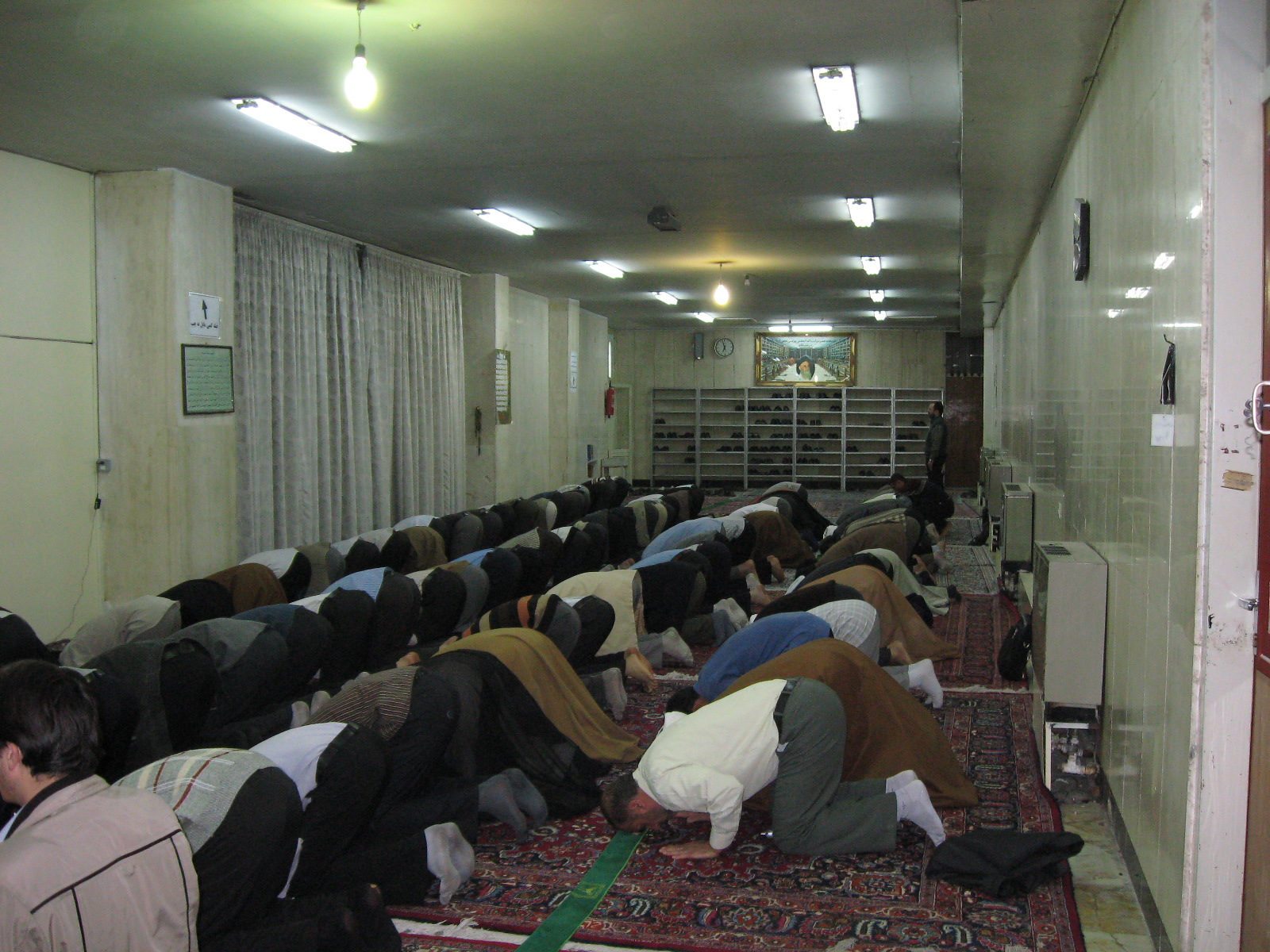
نمازخانه کتابخانه
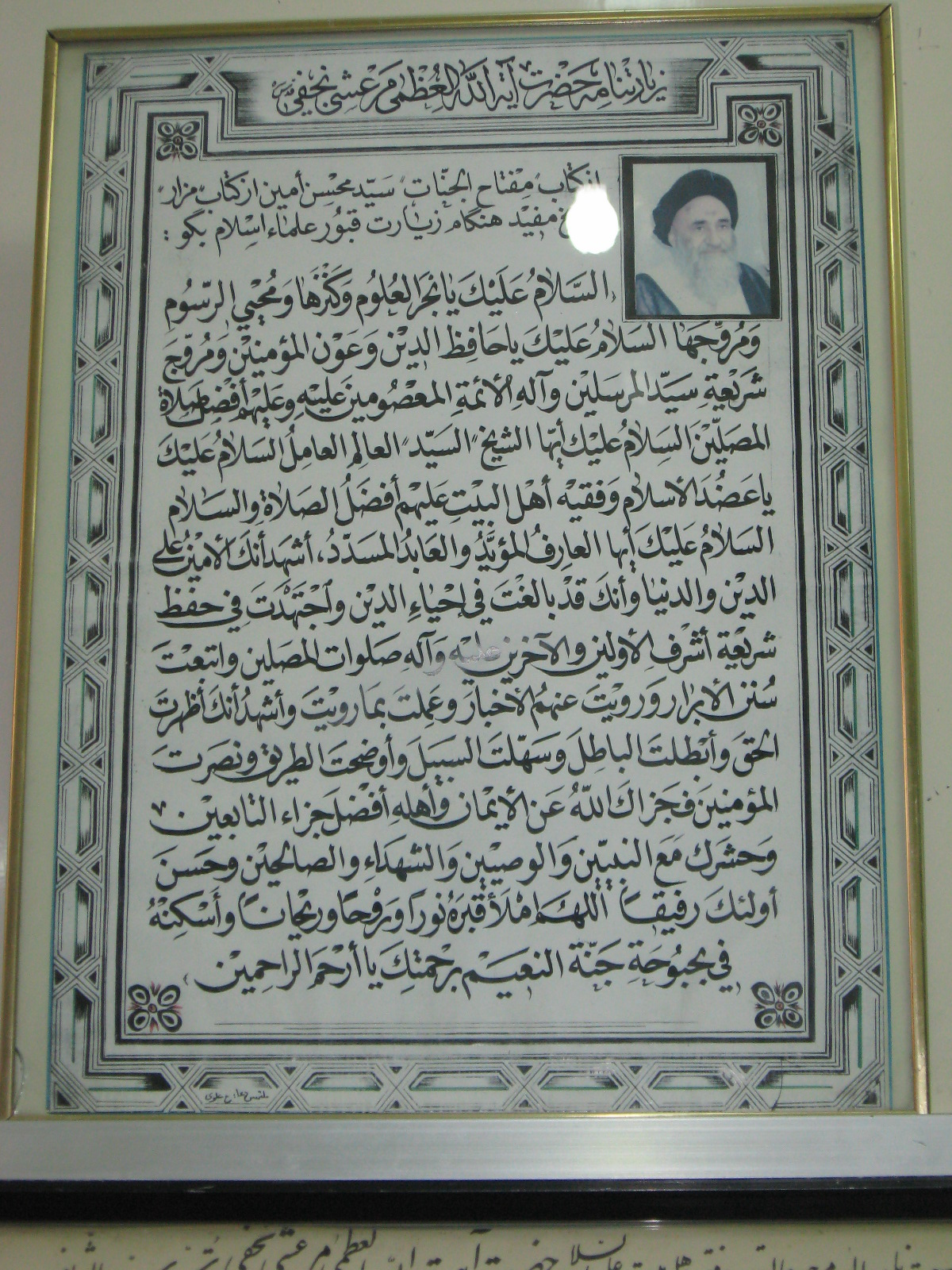
زیارت‌نامه علما در ورودی کتابخانه